# Public Service Enterprise Group
Public Service Enterprise Group  (NYSE : PEG), aussi connue sous l'acronyme PSEG, est une société par actions américaine du secteur énergétique. La société est un distributeur d'électricité et de gaz naturel réglementé qui dessert la plus grande partie de l'État du New Jersey, dans le nord-est des États-Unis. Elle est la plus ancienne et la plus grande société de services publics au New Jersey, avec des actifs de 28,73 milliards de dollars en 2009. Le siège de la société est établi à Newark.

## Historique
La Public Service Corporation of New Jersey est créé en 1903 à la suite de fusion de plus de 400 entreprises de gaz, d'électricité et de transport au New Jersey. Elle est rebaptisée Public Service Electric and Gas Company en 1948. Les activités de PSEG dans le domaine du transports sont rachetées par l'État du New Jersey en 1980, laissant PSEG exclusivement dans le secteur des services publics.
L'acquisition de PSEG par le groupe Exelon, de Chicago, est approuvée par la Federal Energy Regulatory Commission en juin 2005. La transaction est par la suite annulée en raison des hésitations de la commission des services publics du New Jersey.

## Activités
La filiale PSE&G dessert près de 75 % de la population du New Jersey. Son territoire forme un couloir diagonal de 2 600 mi2 (6 730 km2) qui traverse l'état, des comtés de Bergen à Gloucester. PSEG est par conséquent le plus important distributeur de gaz et d'électricité de l'état avec 1,7 million de clients du gaz et 2,1 millions de clients du service électrique. L'entreprise dessert plus de 300 communautés urbaines, de banlieue et rurales, dont les six plus grandes villes du New Jersey.

## Environnement

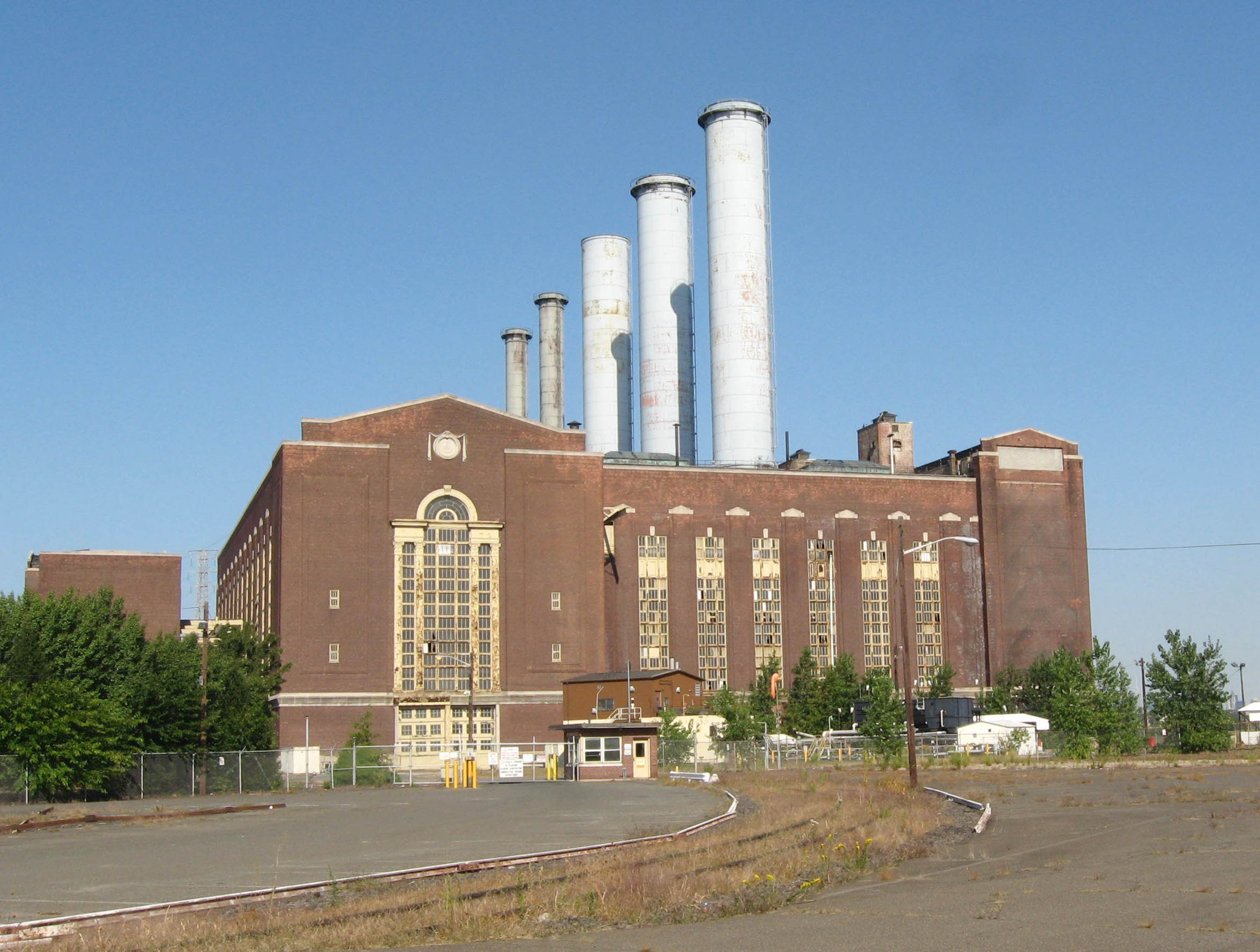
La centrale thermique de Kearny.

En 2001, PSEG a reçu les prix Walter B. Jones Memorial et le Excellence Awards in Coastal and Ocean Resource Management pour son Programme d'amélioration de l'estuaire. 
Des chercheurs de l'Université du Massachusetts à Amherst ont classé PSEG au 48e rang des plus grands émetteurs de pollution atmosphérique aux États-Unis, avec des rejets annuels de 5 millions de lb de produits chimiques toxiques. Les principaux polluants identifiés par l'étude comprennent les composés de manganèse, de chrome et de nickel ainsi que les acides chlorhydrique et sulfurique.